# Elateraecium natalense
Elateraecium natalense är en svampart som beskrevs av Gjaerum & D.A. Reid 1983. Elateraecium natalense ingår i släktet Elateraecium, ordningen Pucciniales, klassen Pucciniomycetes, divisionen basidiesvampar och riket svampar.   Inga underarter finns listade i Catalogue of Life.